# Caritas International

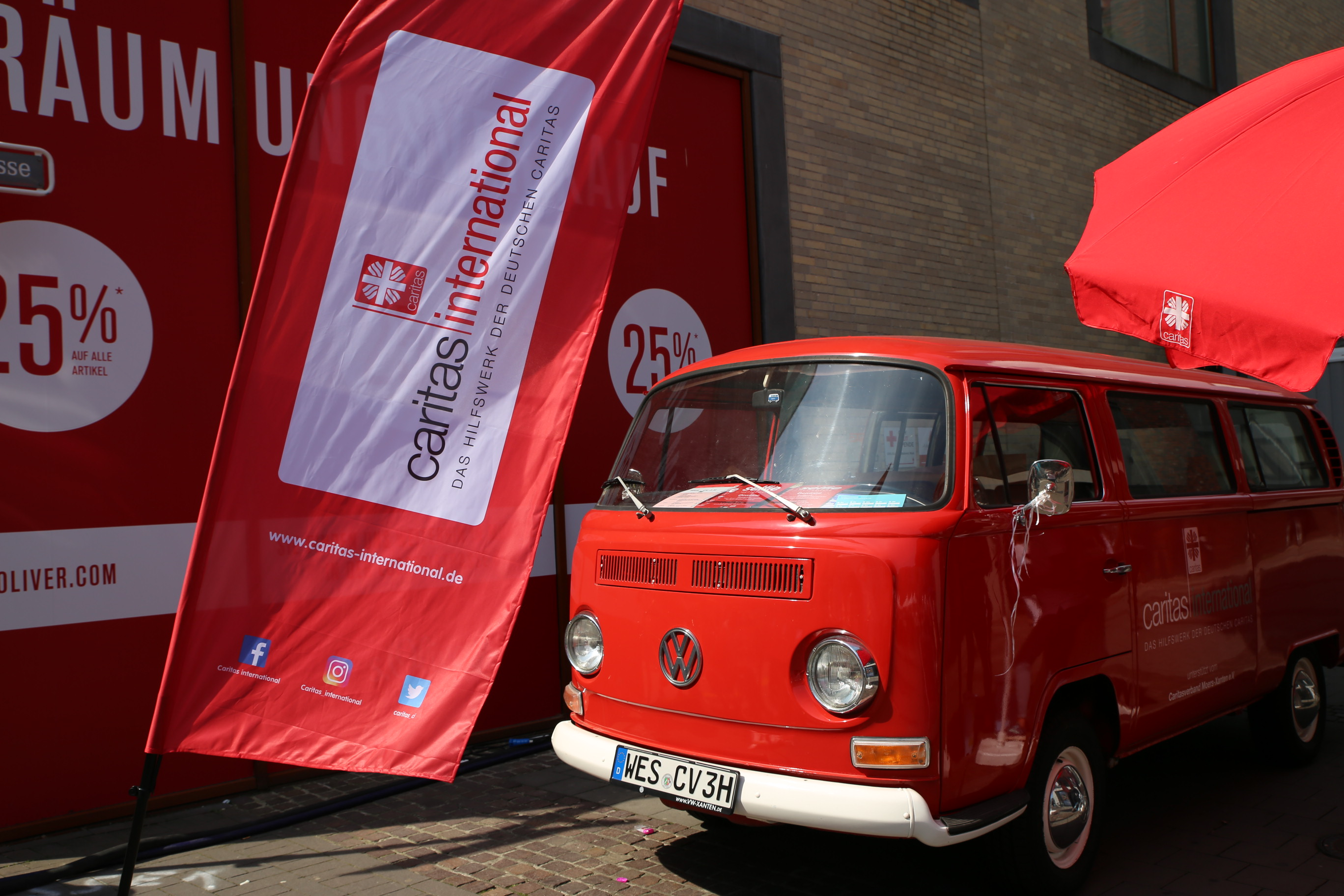
Caritas international beim Katholikentag

Caritas international ist das weltweit tätige Hilfswerk des Deutschen Caritasverbandes e. V. (DCV) und hilft nach Naturkatastrophen und in Krisengebieten, das Überleben der Menschen zu sichern. Mit sozialen Projekten unterstützt die Organisation außerdem gezielt Menschen, die besonders schutzbedürftig sind: Kinder und Jugendliche, alte und kranke Menschen sowie Menschen mit Behinderung. Caritas International „hilft den Betroffenen unabhängig von deren Herkunft, Religion oder politischen Überzeugung“.
Caritas international hat ihren Sitz in Freiburg. Leiter ist Oliver Müller. Im Jahr 2021 umfasste ihre weltweite Hilfe laut Jahresbericht insgesamt 641 Projekte in 77 Ländern, die gemeinsam mit lokalen Caritas-Organisationen, mit kirchlichen und säkularen Partnern sowie staatlichen Akteuren umgesetzt wurden.

## Arbeitsschwerpunkte
Der Großteil der Mittel von Caritas international fließt in Nothilfe, Wiederaufbau sowie Katastrophen- und Krisenprävention (insgesamt 79,5 % im Jahr 2021 laut Jahresbericht).

### Nothilfe
Caritas international leistet in Zusammenarbeit mit ihren lokalen Partnerorganisationen Nothilfe nach Naturkatastrophen und in Kriegs- und Krisengebieten. Hilfsgüter wie Trinkwasser, Nahrungsmittel, Medikamente, Decken und Zelte erwirbt die Organisation auf lokalen Märkten, um die jeweilige Wirtschaft zu stärken und durch kurze Transportwege Kosten zu sparen. Die psychosoziale Unterstützung der Betroffenen ist ein weiterer wichtiger Arbeitsschwerpunkt.

### Wiederaufbau
Caritas international und ihre Partnerorganisationen leisten nach eigenen Angaben langfristige Hilfe und bleiben auch nach der Katastrophe an der Seite der Betroffenen. Sie unterstützen beim Wiederaufbau von Häusern und Einrichtungen, verteilen Saatgut und landwirtschaftliches Gerät und leisten psychosoziale Hilfe. Ziel ist es, die Menschen in die Lage zu versetzen, ihren Lebensunterhalt wieder selbst zu erwirtschaften (Hilfe zur Selbsthilfe).

### Katastrophenvorsorge
Durch den Klimawandel steigt die Zahl an Naturkatastrophen kontinuierlich an. Caritas international setzt sich nach eigenen Angaben dafür ein, die Auswirkungen zukünftiger Katastrophen abzuschwächen und die Menschen besser auf den Notfall vorzubereiten. Gemeinsam mit ihren lokalen Partnern baut die Organisation erdbeben- und sturmsichere Häuser, errichtet Schutzbauten, forstet Küstenregionen auf, verteilt salztolerantes Saatgut und verbessert Bewässerungssysteme. Außerdem entwickelt die Hilfsorganisation gemeinsam mit den Gemeinden Frühwarnsysteme und Notfallpläne.

## Finanzierung
Die wichtigsten Einnahmequellen im Jahr 2021 waren laut Jahresbericht:
- Spenden (48,7 %)
- Öffentliche Mittel (36,6 %), vor allem vom Bundesministerium für wirtschaftliche Zusammenarbeit und Entwicklung (BMZ) und vom Auswärtigen Amt (AA)
- Kirchliche Haushaltsmittel (7,4 %)
- Europäische Union (4,6 %)
- Sonstige Geldgeber (2,7 %)

Die Einnahmen betrugen im Jahr 2021 rund 147 Millionen Euro. Der größte Teil der Mittel floss in die Projektförderung (85,62 %), in die Verwaltung sowie in die Werbung und Öffentlichkeitsarbeit (8,87 %), in die Projektbegleitung (4,53 %) sowie in die satzungsgemäße Kampagnen-, Bildungs- und Aufklärungsarbeit (0,98 %).

## Geschichte

### Die Anfänge
Den Anstoß für eine Auslandshilfe des 1897 gegründeten Caritasverbandes für das katholische Deutschland, der bis dahin nur im Inland tätig gewesen war, gab die seit 1921 in Sowjetrussland herrschende Hungersnot. Der 61. Deutsche Katholikentag 1921 rief unter der Überschrift „Gedenkt der deutschen Volksgenossen im Auslande!“ zu einer „Reichssammlung zur Linderung der Not unter den Deutschen im Auslande, insbesondere in Rußland und in Jugoslawien“ auf. Daraus entstand, unterstützt durch den Römische Kurie, die Aktion „Brüder in Not“. Weitere Einzelhilfen folgten, unter anderem anlässlich des Holodomor, bis die Sowjetunion 1934 die Annahme von Spenden und Paketen der Aktion „Brüder in Not“ verbot.

### Gründung von Caritas Internationalis
Zur Geschichte der Auslandshilfe des DCV gehört auch deren Anteil an der Gründung und Entwicklung eines internationalen Caritas-Netzwerkes, das heute unter dem Namen „Caritas Internationalis“ mit Sitz in Rom bekannt ist. Schon kurz nach dem Ersten Weltkrieg hatte der Gründer des Deutschen Caritasverbandes und damalige Präsident Lorenz Werthmann die Vision von einem internationalen Caritas-Netzwerk formuliert. 1924 wurde die „International Caritas Union/Caritas Internationalis“ mit Sitz in Luzern gegründet, die man als Vorläuferorganisation der heutigen Caritas Internationalis bezeichnen kann. In der NS-Zeit war eine internationale Zusammenarbeit der Caritasverbände praktisch nicht möglich. Die Aktivitäten des Luzerner Sekretariats kamen mit Beginn des Zweiten Weltkrieges zum Erliegen. Die Neugründung erfolgte 1950 unter dem Namen „International Catholic Caritas Conference“, später dann umbenannt in „Caritas Internationalis“, mit Sitz in Rom.

### Verdopplung der Hilfen
Zwischen 1960 und 1980 entwickelte sich der DCV laut eigenen Angaben zu einem wichtigen Akteur der weltweiten Katastrophenhilfe. Bei fast allen großen Naturkatastrophen und Gewaltkonflikten konnte die deutsche Caritas über ihre lokalen Partnerorganisationen Hilfe leisten. Der Umfang der geleisteten Hilfen stieg in diesen zwei Jahrzehnten um mehr als das Zehnfache.

### Auf beiden Seiten im Vietnamkrieg
1965 reiste Georg Hüssler, damals noch Generalsekretär des DCV, zum ersten Mal nach Vietnam. Der Vietnamkrieg war in vollem Gange, die USA hatten begonnen, Nordvietnam zu bombardieren und entsandten verstärkt Bodentruppen nach Südvietnam. Nach Hüsslers Rückkehr rief die Caritas – mit ausdrücklicher Erlaubnis des Vatikans – zu Spenden für Opfer auf beiden Seiten des Krieges auf.

### Joint Church Aid in Biafra
Der Bürgerkrieg in Biafra (1968–1970) war Anlass für die „Joint Church Aid“, eine ökumenische Hilfsaktion von Diakonie und Caritas für Biafra. Es war das einzige Mal, dass der DCV eigene Transportflugzeuge beschaffte, um eine Luftbrücke zur Versorgung der hungernden Bevölkerung zu organisieren. Ab Juli 1968 wurden regelmäßig Hilfsgüter nach Biafra geflogen. Die humanitäre Hilfe für Biafra war nicht nur eine Feuerprobe für die Katastrophenhilfe des Deutschen Caritasverbandes, sondern ist bis heute Gegenstand kontroverser Diskussionen über die Unabhängigkeit und Neutralität der humanitären Hilfe.

### Zivil-militärische Zusammenarbeit?
Der Völkermord in Ruanda, der Zerfall Jugoslawiens und die damit einhergehenden Kriege auf dem Balkan waren für die Caritas eine schwierige Gratwanderung, weil das Prinzip der Unparteilichkeit der Hilfen durch die lokalen katholischen Partnerorganisationen oftmals in Frage gestellt wurde. Der Kosovokrieg im April 1999 und die Beteiligung der deutschen Bundeswehr an der NATO-Intervention führten zu kontroversen politischen Debatten unter dem Stichwort „Hilfsorganisationen im Windschatten militärischer Interventionen?“. Die Fragestellung war bereits im Zusammenhang mit dem Bundeswehreinsatz in Somalia 1992 aufgetreten, bekam aber im Kosovokrieg eine neue Brisanz, weil der Druck auf Nichtregierungsorganisationen stärker wurde, bei ihrer humanitären und entwicklungspolitischen Arbeit den Schulterschluss mit den Streitkräften zu suchen und damit zum Erfolg der militärischen Mission beizutragen.

### Katastrophenjahre
Die verheerenden Naturkatastrophen, die zu Beginn des 21. Jahrhunderts die Welt schockierten, waren für Caritas international wie für die gesamte humanitäre Hilfsgemeinschaft eine extreme Herausforderung. Besonders zu nennen sind hier die Tsunami-Katastrophe im Indischen Ozean an Weihnachten 2004, das Erdbeben in Pakistan 2005 und die Naturkatastrophen in Haiti (Erdbeben 2010) und Pakistan (Flut 2010). Auch nach den beiden Naturkatastrophen, die auch Deutschland und seine Nachbarländer schwer trafen – die Oderflut (1997) und die noch schwerere Elbeflut (2002) – hat Caritas international langfristige Hilfe für die Betroffenen geleistet. Dass auch hochentwickelte Industrieländer von schweren Naturkatastrophen nicht verschont bleiben, wurde ebenfalls am Beispiel Japan im März 2011 deutlich.

### Dürre in Ostafrika
Ostafrika war im Katastrophenjahr 2011 ebenfalls von einer Naturkatastrophe betroffen. Die Hungerkrise am Horn von Afrika bedrohte internationalen Organisationen zufolge etwa 11,5 Millionen Menschen. Etwa 2,2 Millionen Euro verwendete Caritas international damals für die Nothilfe sowie erste Maßnahmen zur Dürreprävention und im Wassermanagement. Ein anderer Schwerpunkt der Hilfen war die Bereitstellung von dürreresistentem Saatgut, damit das Getreide nicht schon vor der Keimung verdorrt, wenn der Regen ausbleibt.

### Humanitäre Hilfe im Zeichen des Klimawandels
Die Wichtigkeit von humanitären Vorsorgemaßnahmen gegenüber Naturkatastrophen wurde besonders sichtbar bei den Tropenstürmen Hayan (2013) und Vamco (2020) auf den Philippinen und den Stürmen Idai (2019) und Eloise (2021) in Mosambik. Im Zuge des Wiederaufbaus baute Caritas international gemeinsam mit der lokalen Bevölkerung hunderte sturmsichere Häuser. Die Häuser sowie das weitergegebene Know-how trugen maßgeblich dazu bei, dass die Zahl der Opfer und Schäden im Vergleich zu früheren Katastrophen stark sank.

### Hilfe in Kriegsgebieten
Andauernde und immer komplexer werdende Konflikte in Syrien, der Ukraine und im Jemen treffen vor allem die Zivilbevölkerung schwer. Während der jahrelangen Kämpfe hilft Caritas international durch die Bereitstellung von Nahrungsmitteln und Hygieneartikeln, Unterkünften, Mietzuschüssen, Medikamenten oder die Übernahme von Kosten für Operationen und Lebensmittel. Durch die lange Dauer der Konflikte ist akute Nothilfe nach wie vor oft notwendig, denn zahlreiche Betroffene leben in Ruinen und von der Hand in den Mund. An anderen Orten erfolgt die Unterstützung in Form von Bargeldhilfen – so sollen die Betroffenen selber entscheiden, welche Güter sie am dringendsten benötigen. Mit dem Nachlassen der Kämpfe in einer Region rücken aber auch andere Formen der Hilfen in den Vordergrund: So engagieren sich Caritas international und ihre lokalen Partner mittlerweile verstärkt im Bildungsbereich und in der psychosozialen Hilfe. Im Zentrum steht die Unterstützung für diejenigen, die sich am wenigsten aus eigener Kraft helfen können: Alte und kranke Menschen, Frauen, Kinder und Menschen mit Behinderung.

### Covid-19-Pandemie
Die COVID-19-Pandemie stellte Hilfsorganisationen vor eine der größten humanitären Herausforderungen der Neuzeit. Gewonnene Erkenntnisse aus vergangenen Hilfseinsätzen wie die Ebola-Epidemie, die 2013 in mehreren westafrikanischen Ländern ausbrach, erwiesen sich als hilfreich für Caritas international. Denn oftmals ist es nicht das Virus selbst, dass die Menschen in Gefahr bringt, sondern es sind die Restriktionen zur Bekämpfung des Virus. Durch die Einschränkungen des öffentlichen Lebens können viele Menschen kein Geld mehr verdienen. Dort, wo kein Sozialstaat die Menschen auffangen kann, bedeutet dies, dass Menschen hungern. Der Fokus von Caritas international richtet sich deshalb auch hier in vielen Projekten auf besonders vulnerable Gruppen. Durch die Verteilung von Hygienepaketen, die Lieferung von Lebensmitteln zu Bedürftigen nach Hause, um dichtes Gedränge an zentralen Verteilerstellen zu vermeiden, sowie durch große Aufklärungskampagnen werden Bedürftige dabei unterstützt die Pandemie zu überstehen.

## Bündnisse
Der Deutsche Caritasverband ist mit seinem Hilfswerk Caritas international Teil der weltweiten Caritas-Konföderation Caritas Internationalis mit Sitz in Rom. Caritas international bildet gemeinsam mit dem Deutschen Roten Kreuz, der Diakonie Katastrophenhilfe und UNICEF das Aktionsbündnis Katastrophenhilfe. Seit 2001 rufen die Organisationen bei großen Katastrophen gemeinsam zu Spenden für die betroffenen Menschen auf. Medienpartner ist das ZDF.
Caritas international arbeitet im Rahmen der Arbeitsgemeinschaft MARMICK eng mit den katholischen Hilfswerken Adveniat, Misereor, Missio München und Missio Aachen, Renovabis und dem Kindermissionswerk „Die Sternsinger e. V.“ zusammen, mit Misereor darüber hinaus in der Programm- und Partnerförderung. Mit dem evangelischen Hilfswerk Diakonie Katastrophenhilfe besteht die Zusammenarbeit in der Projekt- und Öffentlichkeitsarbeit.
Caritas international ist am Centre for Humanitarian Action beteiligt und Mitglied des Verbands Entwicklungspolitik und Humanitäre Hilfe deutscher Nichtregierungsorganisationen (VENRO).

## Kampagnen
Die Aktion „1 Million Sterne“ findet seit 2007 jährlich in Deutschland an rund 80 Veranstaltungsorten statt und wird von Caritas International, dem Hilfswerk des Deutschen Caritasverbands (DCV), bundesweit koordiniert. Mit der Aktion „Die größte Katastrophe ist das Vergessen“ rücken Caritas international und die Diakonie Katastrophenhilfe jedes Jahr Krisen und Katastrophen in den Vordergrund, die wenig bis gar keine Beachtung in der Öffentlichkeit und den Medien finden.